# Nu. (film)
Nu. is een Nederlandse film uit 2006, geschreven, geregisseerd en geproduceerd door Jan-Willem van Ewijk. De hoofdrollen worden vertolkt door Jan-Willem van Ewijk, Matthijs Bourdrez, Veroniek Vermeulen en Brigitte Baladié (stem). Het verhaal gaat over twee vrienden op weg naar de onvermijdelijke waarheid.
De Nederlandse première van de film was op 30 september 2006 op het Nederlands Film Festival in Utrecht.

## Verhaal
Rose (Brigitte Baladié) en Jaap (Matthijs Bourdrez), twee geliefden die van elkaar gescheiden zijn (waarom wordt later duidelijk), spreken elkaar toe in intieme voice-overs. Hij in het Nederlands, zij in het Frans, de taal van haar geboorteland. Het gemis valt hen zwaar, Jaap wordt er zo onder bedolven dat hij nauwelijks functioneert. Af en toe ziet hij haar in een visioen of voelt haar troostende armen om zich heen. Hij probeert uit het leven te stappen, maar wordt gered door zijn beste vriend JP (Jan-Willem van Ewijk). Deze womanizer tegen wil en dank neemt hem mee naar Frankrijk, om Rose te bezoeken. Onderweg wordt, mede door de korte zinnetjes die Jaap en Rose uitwisselen, het verleden beetje bij beetje ontsluierd. JP, vertolkt door regisseur, scenarist en producent Jan-Willem van Ewijk, heeft hierin een kwalijke rol gespeeld. Een teder speelfilmdebuut met zorgvuldig gekozen camerastandpunten en aandacht voor detail.

## Rolverdeling
| Acteur                | Personage     | Opmerkingen |
| --------------------- | ------------- | ----------- |
| Hoofdrollen           |               |             |
| Jan-Willem van Ewijk  | JP            |             |
| Matthijs Bourdrez     | Jaap          |             |
| Brigitte Baladié      | Rose          |             |
| Bijrollen             |               |             |
| Lynsey Jane Rowe      | Lara          |             |
| Steve Novick          | Stan          |             |
| Arisha de Waal        | Rose's Mother |             |
| Ilona Minchom         | Rose          |             |
| Belia van der Giessen | Anna          |             |

## Vertoningen
De film is vertoond op het Nederlands Filmfestival, ECU Independent Film Festival in Parijs, Seattle Filmfestival, Montreal World Film Festival.

## Prijzen
- Op het Nederlands Film Festival in Utrecht kreeg Nu. een eervolle vermelding in de debuut competitie.
- Een eerste prijs op het ECU European Independent Film Festival in Parijs.